# Lindstrom (Minnesota)
Pour les articles homonymes, voir Lindstrom.
Lindstrom est une ville américaine située dans le comté de Chisago, dans le Minnesota. Selon le recensement de 2010, sa population est de 4 442 habitants.